# Cirrineris nesiotes
Cirrineris nesiotes är en ringmaskart som beskrevs av Chamberlin 1919. Cirrineris nesiotes ingår i släktet Cirrineris och familjen Cirratulidae. Inga underarter finns listade i Catalogue of Life.